# زبان‌های رومی شرقی

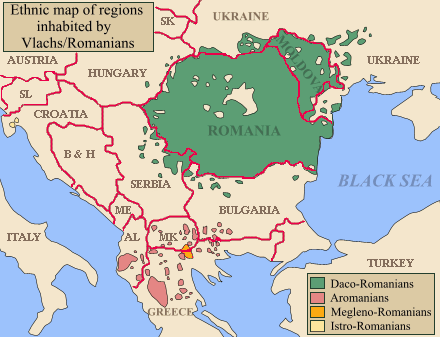
حیطه زبانی زبان‌های رومی شرقی

زبان‌های رومی شرقی دسته‌ای از زبان‌های رومی هستند که عمدتا در شرق اروپا و نواحی بالکان رایج می‌باشند. از مهم‌ترین این زبان‌ها می‌توان به رومانیایی، مولداویایی، ولاچی، زبان آرومانی، زبان ایسترو-رومانی و زبان مگلنو رومانی اشاره نمود.